# Rhodosporidium paludigenum
Rhodosporidium paludigenum är en svampart som beskrevs av Fell & Tallman 1980. Rhodosporidium paludigenum ingår i släktet Rhodosporidium, ordningen Sporidiobolales, klassen Microbotryomycetes, divisionen basidiesvampar och riket svampar.   Inga underarter finns listade i Catalogue of Life.